# Medalla Milagrosa
La Medalla Milagrosa  también conocida como Nuestra Señora de las Gracias de la Medalla Milagrosa, es una advocación mariana, representada en una medalla devocional cuyo diseño se basa en las apariciones de la Virgen María en 1830 a santa Catalina Labouré en París,    Francia.
Los cuerpos incorruptos de santa Catalina Labouré y santa Luisa de Marillac, cofundadora de la Compañía de las Hijas de la Caridad de San Vicente de Paúl, se encuentran expuestos en el interior de la capilla en la que sor Catalina experimentó las visiones, situada en la casa madre de las Hijas de la Caridad de San Vicente de Paúl, en la Rue du Bac, en París, Francia, donde reciben visitas diarias de fieles y peregrinos.
De acuerdo con la doctrina de la Iglesia católica, el uso de sacramentales como la Medalla Milagrosa, creada por el orfebre Adrien Vachette, prepara a los devotos para recibir la gracia divina y los alienta a cooperar con ella.

## Contexto

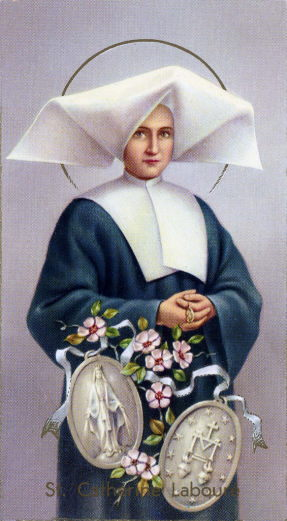
Representación de santa Catalina Labouré y la Medalla Milagrosa

Catalina Labouré afirmó que la noche del 18 de julio de 1830, víspera de la festividad de san Vicente de Paúl, se despertó tras escuchar la voz de un niño que la alentaba a acudir a la capilla: «Hermana, todo el mundo duerme, venga a la capilla, la Santísima Virgen la espera». Tras seguir la figura del niño, Catalina escuchó el ruido de una tela de seda deslizarse por el suelo, en el lado de la tribuna, junto a un cuadro de san José. De pronto vio la figura de una mujer, vestida de blanco con un velo largo hasta los pies del mismo color, cruzar el presbiterio y sentarse en un sillón emplazado en las gradas del altar mayor, en el lado del evangelio. Catalina, creyendo que aquello podía tratarse de una ilusión, oyó al niño decir: «¿Por ventura no puede la Reina de los Cielos aparecerse a una pobre criatura mortal en la forma que más le agrade?». Tras esto, la religiosa se acercó a la Virgen y, arrodillándose, puso las manos en sus rodillas (al respecto, la santa diría: «Pasé los momentos más dulces de mi vida; me sería imposible decir lo que sentí»). La Virgen dio varios consejos a Catalina para su vida espiritual y le encomendó una misión: «Dios quiere confiarte una misión; te costará trabajo, pero lo vencerás pensando que lo haces para la gloria de Dios. Tú conocerás cuán bueno es Dios. Tendrás que sufrir hasta que lo digas a tu director. No te faltarán contradicciones más te asistirá la gracia; no temas. Háblale a tu director con confianza y sencillez; ten confianza, no temas. Verás ciertas cosas; díselas. Recibirás inspiraciones en la oración», declarando además que «los tiempos son malos en Francia y en el mundo».
El 27 de noviembre, víspera del primer domingo de Adviento, Catalina informó que la Virgen había regresado durante las meditaciones vespertinas. En aquella ocasión apareció en el interior de un marco oval, de pie sobre un globo y pisando una serpiente. Portaba numerosos anillos adornados con gemas, algunas de las cuales irradiaban rayos que alcanzaban el globo sobre el que se hallaba: «Vi anillos en sus dedos, tres anillos en cada dedo, el más largo cerca de la base del dedo, el de tamaño mediano en el medio, el más pequeño en la punta. Cada anillo estaba engarzado con gemas, algunas más bonitas que otras...». Alrededor del borde del marco figuraban las palabras «Oh María, sin pecado concebida, ruega por nosotros que recurrimos a ti» («Ô Marie, conçue sans péché, priez pour nous qui avons recours à vous»). Respecto a los rayos de luz, la Virgen declaró: «Es la imagen de las gracias que reparto sobre las personas que me las piden». A medida que Catalina contemplaba la aparición, el marco parecía rotar, mostrando un círculo de doce estrellas, una gran letra M bajo una cruz, y el Sagrado Corazón de Jesús (rodeado de espinas) y el Inmaculado Corazón de María (atravesado por una espada). Ante la pregunta de por qué algunas gemas no emitían luz, la Virgen respondió: «Aquellas son las gracias por las que la gente olvida pedir». Catalina escuchó entonces a la Virgen encomendarle llevar estas imágenes a su padre confesor, informándole de que debían ser acuñadas en medallas y declarando lo siguiente: «Todo el que las lleve recibirá grandes gracias». Catalina cumplió con el cometido y, tras dos años de investigación y de haber observado el comportamiento diario de la religiosa, su confesor, el padre Alabel, comunicó los hechos al arzobispo de París, Monseñor de Quélen, sin revelar la identidad de Catalina:

El arzobispo de Quélen [decidió] instituir una investigación canónica. Designó a Monseñor Quentin, vicario general de París, para conducirla. Las sesiones fueron abiertas en 1836... Los hallazgos de la Investigación Canónica de París vindicaron completamente a Catalina. La corte ensalzó su persona y virtud, y dio crédito incondicional a sus visiones. Se alcanzaron dos conclusiones importantes: que la Medalla era de origen sobrenatural, y que las maravillas que operaban a través de ella eran genuinas.

La solicitud fue finalmente aprobada y las medallas fueron diseñadas y elaboradas por el orfebre Adrien Vachette. En 1832, durante la epidemia de cólera que causó la muerte de 20 000 personas en París, se empezaron a distribuir las primeras medallas, a las que se atribuyeron numerosas curaciones, lo que derivó a su vez en una gran cantidad de conversiones, recibiendo el nombre de Medalla Milagrosa por parte de los ciudadanos. Para 1876, año de la muerte de Catalina, ya se habían distribuido más de un millón de medallas.

## Elementos de la medalla
Frente:

Frente y reverso de la Medalla Milagrosa

- La Virgen María de pie sobre un globo, aplastando una serpiente. Al describir la visión original, Catalina dijo que la Virgen apareció radiante como el sol naciente, «en toda su perfecta belleza».

- Varios rayos emitidos de las manos de la Virgen.
- Las palabras «Oh María, sin pecado concebida, ruega por nosotros que recurrimos a ti» formando un marco oval.
- El año 1830 sobre el globo.

Reverso:
- Una cruz sobre una gran letra M y enlazada a esta por una base horizontal.
- Doce estrellas dispersas en torno al perímetro del marco oval.
- Dos corazones flamígeros en la parte inferior, el izquierdo rodeado por una corona de espinas y el derecho atravesado por una espada.

## Simbolismo
Los elementos que figuran en la medalla representan atributos marianos y católicos:
Frente:
- Madre: brazos abiertos, símbolo del recurso que los devotos tienen en la Virgen como imagen maternal.

- Inmaculada: las palabras «sin pecado concebida».
- Asunta al Cielo: la Virgen aparece de pie sobre un globo, representación de la Tierra.
- Mediatrix: los rayos que emanan de sus manos y alcanzan la Tierra, símbolo de las «gracias» obtenidas del Corazón de Jesús.
- Protección: la Virgen figura aplastando una serpiente, representación de Satanás.

Reverso:
- Letra M: María como Madre, Mediatrix.
- Cruz con barra: la Cruz de la Redención. El entrelazamiento de la cruz y la letra M simboliza la unión entre la Virgen y Jesús, implicando también su papel como Mediatrix.
- Doce estrellas: los doce apóstoles (este símbolo también posee resemblanzas con la visión de San Juan en el Libro de las Revelaciones 12:1: «Y una gran señal apareció en el cielo: Una mujer vestida de sol, y la luna bajo sus pies, y sobre su cabeza una corona de doce estrellas».
- Corazón izquierdo: Sagrado Corazón de Jesús, quien murió por los pecados de la humanidad, reflejado en la corona de espinas.
- Corazón derecho: Inmaculado Corazón de María, quien intercede por los pecadores. La espada que lo atraviesa, símbolo del dolor de la Virgen ante el rechazo a Dios por parte de algunos de sus hijos, recuerda a su vez la profecía de Simeón en el Evangelio.
- Fuego de los corazones: el amor ardiente de Jesús y María por la humanidad.

## Devoción
Numerosos santos y beatos portaron la Medalla Milagrosa de María. 
San Juan María Vianney, el "Cura de Ars", hizo representar el reverso sobre la puerta del sagrario de una capilla dedicada a la Virgen, a la que dedicó una parroquia en 1836. San Juan Gabriel Perboyre, primer santo de China, quien murió martirizado en 1839, dejó constancia en sus cartas de numerosos milagros atribuidos a la medalla. Beato Federico Ozanam, fundador de las Conferencias de San Vicente de Paúl, la llevaba siempre consigo, como también santa Bernardita Soubirous o santa Teresa de Lisieux. El anglicano san John Henry Newman la llevaba consigo cuando se convirtió al catolicismo, al igual que Alfonso de Ratisbona, a quien la Virgen se apareció en Roma del mismo modo en que figura en la medalla. San Maximiliano Kolbe, fundador de la Milicia de La Inmaculada, solía decir que las medallas eran su «munición» cuando las repartía. Santa Teresa de Calcuta propagaba frecuentemente la devoción a la Medalla Milagrosa, mientras que el Papa San Juan Pablo II empleó una pequeña variante del reverso de la medalla como escudo de armas (la cruz mariana, consistente en una cruz plana con una M bajo el extremo derecho, representativo de la presencia de la Virgen a los pies de la cruz cuando Jesús murió crucificado). 
Así mismo, la doctrina de la Inmaculada Concepción aún no era oficial cuando tuvieron lugar las apariciones, si bien las palabras «sin pecado concebida» de la medalla influyeron en el papa Pío IX al proclamar el dogma de la Inmaculada Concepción el 8 de diciembre de 1854. Posteriormente, el papa Pío X aprobaría la Asociación de la Medalla Milagrosa.
Durante el mes de noviembre, en la comunidad de Los Romeros, en México, se realiza la fiesta patronal.

## Indulgencia
El Enchiridion Indulgentiarum de 2004 concede la indulgencia parcial a los fieles de Cristo que utilizan un crucifijo o cruz, una corona, un escapulario, una medalla bendecida por un Sacerdote.